# Paolo Silvestri
Paolo Silvestri (* 23. Januar 1967 in Livigno) ist ein ehemaliger italienischer Freestyle-Skier. Er startete in der Buckelpisten-Disziplin Moguls.
Silvestri, der für den Freestyle Club Livigno startete, nahm von 1991 bis 1993 an sechs Weltcups teil. Dabei erreichte er im Dezember 1991 in Zermatt sowie im März 1993 in Livigno mit dem 48. Platz seine beste Platzierung. Zudem belegte er bei den Olympischen Winterspielen 1992 in Albertville den 38. Platz und bei den Weltmeisterschaften 1993 in Altenmarkt-Zauchensee den 47. Rang.